# Thomas Neidlein
Thomas Neidlein, auch Thomas Neidlin und Thomas Neutlin (* in (Groß-)Langheim; † 23. Dezember 1556) war ein deutscher Prämonstratenserabt und von 1540 bis 1556 Abt des Prämonstratenserklosters Oberzell in Zell am Main.

## Oberzell vor Neidlein
Die Zeit vor dem Amtsantritt des Abtes Thomas Neidlein war von den Auseinandersetzungen im Deutschen Bauernkrieg geprägt. Nachdem die Reformation die Abtei Oberzell zu Beginn des 16. Jahrhunderts weitgehend verschont hatte, kam es im Jahr 1525 zur Plünderung der Klostergebäude. Die Vorgänger des Abtes trieben den Wiederaufbau voran. Schließlich konnte Abt Georg Hoffmann die Baulichkeiten wiederherstellen.

## Leben
Thomas Neidlein wurde in der zweiten Hälfte des 15. bzw. in der ersten Hälfte des 16. Jahrhunderts in „Langhemium majus“ (Großlangheim), einem Markt in Unterfranken, geboren. Über die Familie des späteren Abtes schweigen die Quellen, ebenso liegt die schulische Ausbildung von Neidlein im Dunklen. Vermutlich besuchte er die Universität Würzburg und schloss das Studium mit einem akademischen Grad ab.
Nach dem Tod des Abtes Georg Hoffmann zu Beginn des Jahres 1540 mussten die Mönche einen Nachfolger wählen. Aus der Wahl ging Thomas Neidlein als Sieger hervor. Neidlein begann schnell die umliegenden Baulichkeiten um das eigentliche Klostergelände zu erneuern. So entstand im Jahr 1540 die Marienkapelle südlich der Klosterkirche neu. Sie wurde vom Würzburger Weihbischof Augustinus Marius im März 1541 geweiht. Marius hinterließ dem Oberzeller Kloster seine Bibliothek, was für die Förderung der Wissenschaften in der Abtei spricht.
Neidlein holte den Humanisten Kaspar Brusch an den Main. Neidlein wurde von Bruschius als „magnus coenobii sui illustrator“ (Großer Erleuchter seines Klosters) bezeichnet. Abt Thomas Neidlein starb am 23. Dezember 1556 und wurde auf seinen Wunsch im Chor der Oberzeller Klosterkirche begraben.